# Angitia panamensis
Angitia panamensis là một loài bướm đêm trong họ Noctuidae.